# Ring : L'Anneau des Nibelungen
Ring : L'Anneau des Nibelungen est un jeu vidéo de type point and click développé par Arxel Tribe et édité par Cryo Interactive en juillet 1999. Il s'agit d'une adaptation de la tétralogie d'opéras du Ring de Richard Wagner, inspirée de la légende de l'Anneau des Nibelungen, en une aventure de science-fiction. Le jeu a connu une suite, Ring II, également développée par Arxel Tribe et éditée par Wanadoo en 2002.

## Conception du jeu
Le jeu est basé sur des illustrations de Philippe Druillet, et la musique est tirée de l'interprétation du Ring de Richard Wagner, dirigée entre 1958 et 1965 par Sir Georg Solti avec l'Orchestre philharmonique de Vienne (label Decca). Philippe Druillet avait déjà été contacté en 1972 par un metteur en scène pour concevoir les décors et les costumes d'une mise en scène des Nibelungen, mais le projet avait avorté.
L'histoire a été transposée dans un univers de science-fiction, plus précisément de space opera : Stephen Carriere, l'un des scénaristes du jeu, explique que l'histoire de l'anneau des Nibelungen évoque des thèmes universels et en particulier celui de la nature humaine, ce qui explique l'actualité de son propos en dépit de son ancienneté : selon lui, elle pourrait donc être transposée dans n'importe quel cadre sans perdre son intérêt.

## Résumé
Le joueur incarne ISH, un humain, l'un des derniers survivants de la Terre. Sur une sorte d'astéroïde aménagé, sa mère (la narratrice du jeu, doublée par Charlotte Rampling), lui demande de replonger dans une légende médiévale humaine : l'histoire de l'Anneau des Nibelungen, afin de percer l'énigme de l'état catastrophique actuel de l'humanité et de sauver le monde. ISH devra s'incarner dans l'un des quatre protagonistes principaux de l'histoire : le nain sadique Alberich, l'esprit du feu Loge, le fils de Wotan Siegmund, et la walkyrie Brünnhilde. Chacune des  quatre aventures peut se jouer simultanément ou successivement, bien que chronologiquement l'histoire d'Alberich précède celle de Loge et celle de Siegmund précède celle de Brünnhilde. À la fin de chaque aventure la mère d'ISH lui demande ce qu'il a appris de ce qu'il a vu.
Les deux premières aventures sont tirées de L'Or du Rhin, les deux autres de La Walkyrie.
- Alberich doit remettre en marche la mine dont il avait confié la gestion à son frère, Mime. Les travailleurs Nibelungen se sont révoltés, ont formé un syndicat et travaillent désormais pour eux-mêmes. Il doit pour ça aller voler l'Or du Rhin avec lequel il forgera l'Anneau, et créera un Œuf de transmutation qui transforme le métal en or, nécessitant pour cela du chrysobéryl.
- Les Géants Fasolt et Fafner viennent d'achever le palais de Wotan, et exigent le prix convenu, Freia, source d'immortalité des Dieux. Dans un premier temps Wotan refuse mais doit tenir sa parole. Loge suggère alors à Wotan une autre forme de récompense, l'Anneau que vient de forger Alberich avec l'Or du Rhin qu'il a volé. Il part alors à la mine des Nibelungen pour le voler. Pour forcer Alberich à se montrer, il désactive la mécanique de la mine, et tue les Nibelungen en noyant la mine. Après un combat victorieux contre Alberich, Loge parvient à voler l'Anneau et l'Œuf de transmutation. Alberich maudit l'Anneau afin que tous désirent le posséder et apportant malheur à son propriétaire. De retour au palais, dans un premier temps Wotan refuse de céder l'Anneau aux Géants. Mais poussé par la narratrice, il cède et récupère Freia. Les géants commencent à se partager le trésor, mais ils se disputent au sujet de l'anneau. Fafner tue Fasolt et s'enfuit avec le butin.
- Sigmund, fils de Wotan doit découvrir dans quelles circonstances sont mortes sa mère et sa sœur. Il devra pour cela combattre Sieglinde.
- Brünnhilde a sauvé son demi-frère Sigmund de la mort lors de son combat contre Sieglinde, et doit faire face à la colère de Wotan qui lui avait interdit d'intervenir. Elle est forcée de fuir vers la nécropole du Valhalla ou elle devra trouver des artefacts magiques qu'elle devra rapporter sur l'astéroïde de départ. Wotan la plongera par la suite dans un sommeil éternel don seul un héros pourra la sortir.

## Accueil
- Adventure Gamers : 3,5/5[2]